# Aden Lava Flow Wilderness
L'Aden Lava Flow Wilderness est une aire protégée américaine, au Nouveau-Mexique. Cette Wilderness Area relevant du Bureau of Land Management s'étend sur 112,0 km2 au sein de l'Organ Mountains-Desert Peaks National Monument.